# Schizonycha cylindrica
Schizonycha cylindrica är en skalbaggsart som beskrevs av Moser 1914. Schizonycha cylindrica ingår i släktet Schizonycha och familjen Melolonthidae. Inga underarter finns listade i Catalogue of Life.